# 梅ヶ島コンヤ温泉
梅ヶ島コンヤ温泉（うめがしまこんやおんせん）は、静岡県静岡市葵区（旧駿河国）にある温泉。梅ヶ島温泉や梅ヶ島新田温泉とともに梅ヶ島温泉郷を構成する。コンヤの里テニス場、梅ヶ島キャンプ場があり、数件の別荘と民家の中に宿泊施設が点在する。県下で有数のアルカリ温泉は無色透明で硫黄の匂いがする。鄙びた温泉地であるが、冬の積雪が少なく夏は涼しい。

## 泉質
- 源泉名 = コンヤ（大ノ木）梅ヶ島コンヤ2号（第温150701号）
- アルカリ性単純硫黄泉
  - 源泉温度31.7℃
  - 泉質別適応症　アトピー性皮膚炎・尋常性乾癬・慢性湿疹・表皮化膿症(温泉分析書　第温150701号より)

## 温泉街
静岡の奥座敷という表現が適切な環境にあり、安倍川の支流コンヤ沢の周りに旅館が転々と並ぶ。木造の素朴な旅館が多く、家庭的な雰囲気を持っている。梅ヶ島温泉や赤水の滝へも近い。
日帰り入浴施設は、4軒の宿泊施設のうち3件で受付けている。

## 歴史
梅ヶ島に住む年寄りの話では大正時代から山林で働く村人が「コンヤ沢」から湯を持ちかえり、疲れをいやしたり傷の手当てに使っていたという。
「梅ヶ島ものがたり」(志村孝一著)には、「戦国時代武将「武田」は一時期、陣馬（現在の梅ヶ島地区の本村）や天神のつるね（現在の梅ヶ島地区の大代）に布陣して、川を攻めのぼってくる「徳川」勢に備えた。傷ついた武士たちは三河内の湯やコンヤの湯で癒した」と書かれてある。昭和45年にコンヤの地区に宿ができはじめ、昭和60年大野木地区に「コンヤ2号」の湯が生まれたころには7件の宿、2件食堂があった。現在は、4軒の宿と2件の食堂が運営されている。
現在の温泉宿は、大ノ木地区に「コンヤ（大ノ木）梅ヶ島コンヤ2号（第温150701号）」として静岡市の源泉がありコンヤ沢の旧源泉は利用されていない。
2017年（平成29年）5月15日、近隣の梅ヶ島温泉・新田温泉・金山温泉とともに梅ヶ島温泉郷として環境省による国民保養温泉地に指定された。

## 交通アクセス
- 鉄道・バス：東海道新幹線静岡駅下車、しずてつジャストライン（路線バス）で約1時間30分[4]。
- 自動車
  - 静岡県側からは新東名高速道路・新静岡IC下車、約40分[4]。
  - 山梨県側からは豊岡梅ヶ島林道が開通しているが、冬季や悪天候の際は通行止めとなる[5]。